# Ribnica (rivière)
La Ribnica est une rivière qui traverse la ville de Podgorica, au Monténégro. 
Il s'agit d'un affluent de la rivière Moraca ; leur confluence s'effectue dans le centre-ville de la capitale. Notons que cette dernière fut nommée Ribnica au Moyen Âge, en référence à la rivière. Aujourd'hui, un quartier de la ville rappelle également sa présence, Vrela Ribnička.